# Challenger Cup masculine de volley-ball 2023
Navigation
2022 2024
La Coupe Challenge masculine de volley-ball 2023 (en anglais : 2023 Volleyball Men's Challenger Cup) est la 4e édition de la Challenger Cup masculine de volley-ball, compétition organisée par la FIVB se déroulant à Doha (Qatar) du 27 au 30 juillet 2023. 
En remportant le tournoi, la Turquie est directement qualifié pour la Ligue des nations 2024 en remplacement de la Chine qui s'est classée dernière équipe Challenger de la Ligue des nations 2023.

## Qualification
Un total de huit équipes représentant les cinq confédérations de la FIVB se qualifient pour le tournoi,.
| Pays             | Confédération | Qualifié en tant que                                                 | Qualifié le     | Apparitions précédentes | Apparitions précédentes | Apparitions précédentes | Meilleure performance |
| Pays             | Confédération | Qualifié en tant que                                                 | Qualifié le     | Total                   | Première                | Dernière                | Meilleure performance |
| ---------------- | ------------- | -------------------------------------------------------------------- | --------------- | ----------------------- | ----------------------- | ----------------------- | --------------------- |
| Turquie          | CEV           | Vainqueur de la Ligue européenne 2023                                | 25 juin 2023    | 2                       | 2019                    | 2022                    | 2e (2022)             |
| Thaïlande        | AVC           | Vainqueure AVC Challenger Cup                                        | 15 juillet 2023 | 0                       | Aucune participation    | Aucune participation    | Aucune participation  |
| Tunisie          | CAVB          | 1re au classement CAVB                                               |                 | 1                       | 2022                    | 2022                    | 6e (2022)             |
| Chili            | CSV           | Équipe avec le meilleur classement CSV                               |                 | 3                       | 2018                    | 2022                    | 5e (2018, 2019)       |
| Rép. dominicaine | NORCECA       | Vainqueure NORCECA Challenger Cup                                    | 31 juillet 2022 | 0                       | Aucune participation    | Aucune participation    | Aucune participation  |
| Qatar            | AVC           | Pays hôte                                                            | 1er juin 2023   | 1                       | 2022                    | 2022                    | 7e (2022)             |
| Ukraine          | CEV           | Équipe avec le meilleur classement CEV                               | 25 juin 2023    | 0                       | Aucune participation    | Aucune participation    | Aucune participation  |
| Chine            | AVC           | Équipe Challenger la moins bien classée de la Ligue des nations 2023 | 10 juillet 2023 | 0                       | Aucune participation    | Aucune participation    | Aucune participation  |

## Format
La formule du tournoi 2023 prévoit des matches simples disputés sur une phase à élimination directe (quarts de finale, demi-finales et finale). Le pays hôte (Qatar) et les trois équipes les mieux classées au classement FIVB du 3 juillet 2023 sont désignées têtes de série pour les confrontations en quarts de finale. La Corée du Sud affronte l'équipe la moins bien classée. Les six équipes restantes sont rangées suivant leur classement mondial : la mieux classée affronte la moins bien classée, la deuxième affronte la cinquième et la troisième affronte la quatrième. L'équipe vainqueure de la compétition se qualifie pour la Ligue des nations 2024.
| Match             | Têtes de série (rang FIVB) | Non-têtes de série (rang FIVB) |
| ----------------- | -------------------------- | ------------------------------ |
| Quart de finale 1 | Qatar (hôte)               | Thaïlande (58)                 |
| Quart de finale 2 | Turquie (12)               | République dominicaine (31)    |
| Quart de finale 3 | Ukraine (13)               | Chine (25)                     |
| Quart de finale 4 | Tunisie (18)               | Chili (24)                     |

## Lieu
| Tous les matches          |
| ------------------------- |
| Doha, Qatar               |
| Aspire Ladies Sports Hall |
| Capacité : 2 500          |
|                           |

## Phase finale
- Fuseau horaire : UTC+03:00 (Heure locale)

Les matchs sont indiqués au format UTC+02:00.
|  | Quarts de finale   | Quarts de finale   |                    |                    | Demi-finales           | Demi-finales           |   |  | Finale             | Finale             |
|  | Quarts de finale   | Quarts de finale   |                    |                    | Demi-finales           | Demi-finales           |   |  | Finale             | Finale             |
|  |                    |                    |                    |                    |                        |                        |   |  |                    |                    |
|  | 28/07/2023 à 16:00 | 28/07/2023 à 16:00 |                    |                    | 29/07/2023 à 18:00     | 29/07/2023 à 18:00     |   |  | 30/07/2023 à 18:00 | 30/07/2023 à 18:00 |
|  | 28/07/2023 à 16:00 | 28/07/2023 à 16:00 |                    |                    | 29/07/2023 à 18:00     | 29/07/2023 à 18:00     |   |  | 30/07/2023 à 18:00 | 30/07/2023 à 18:00 |
|  | Qatar              | 3                  |                    |                    | 29/07/2023 à 18:00     | 29/07/2023 à 18:00     |   |  | 30/07/2023 à 18:00 | 30/07/2023 à 18:00 |
|  | Qatar              | 3                  |                    |                    | 29/07/2023 à 18:00     | 29/07/2023 à 18:00     |   |  | 30/07/2023 à 18:00 | 30/07/2023 à 18:00 |
|  | Thaïlande          | 0                  |                    |                    | 29/07/2023 à 18:00     | 29/07/2023 à 18:00     |   |  | 30/07/2023 à 18:00 | 30/07/2023 à 18:00 |
|  | Thaïlande          | 0                  | Qatar              | 3                  |                        |                        |   |  | 30/07/2023 à 18:00 | 30/07/2023 à 18:00 |
|  | 28/07/2023 à 10:00 |                    | Qatar              | 3                  |                        |                        |   |  | 30/07/2023 à 18:00 | 30/07/2023 à 18:00 |
|  |                    | Chili              | 0                  |                    |                        |                        |   |  | 30/07/2023 à 18:00 | 30/07/2023 à 18:00 |
|  | Tunisie            | Chili              | 0                  | 0                  |                        |                        |   |  | 30/07/2023 à 18:00 | 30/07/2023 à 18:00 |
|  | Tunisie            |                    |                    | 0                  |                        |                        |   |  | 30/07/2023 à 18:00 | 30/07/2023 à 18:00 |
|  | Chili              | 3                  |                    |                    |                        |                        |   |  | 30/07/2023 à 18:00 | 30/07/2023 à 18:00 |
|  | Chili              | 3                  | Qatar              | 2                  |                        |                        |   |  |                    |                    |
|  | 28/07/2023 à 19:00 |                    | Qatar              | 2                  |                        |                        |   |  |                    |                    |
|  |                    | Turquie            | 3                  |                    |                        |                        |   |  |                    |                    |
|  | Turquie            | Turquie            | 3                  | 3                  |                        |                        |   |  |                    |                    |
|  | Turquie            | 29/07/2023 à 15:00 |                    | 3                  |                        |                        |   |  |                    |                    |
|  | Rép. dominicaine   | 1                  |                    |                    |                        |                        |   |  |                    |                    |
|  | Rép. dominicaine   | 1                  | Turquie            | 3                  |                        |                        |   |  |                    |                    |
|  | 28/07/2023 à 13:00 | 28/07/2023 à 13:00 | Turquie            | 3                  | Match pour la 3e place | Match pour la 3e place |   |  |                    |                    |
|  | 28/07/2023 à 13:00 | 28/07/2023 à 13:00 |                    | Ukraine            | Match pour la 3e place | Match pour la 3e place | 2 |  |                    |                    |
|  | Ukraine            | 3                  | 30/07/2023 à 15:00 | 30/07/2023 à 15:00 |                        |                        | 2 |  |                    |                    |
|  | Ukraine            | 3                  | 30/07/2023 à 15:00 | 30/07/2023 à 15:00 |                        |                        |   |  |                    |                    |
|  | Chine              | 1                  |                    | Chili              | 0                      |                        |   |  |                    |                    |
|  | Chine              | 1                  |                    | Chili              | 0                      |                        |   |  |                    |                    |
|  |                    |                    |                    |                    |                        |                        |   |  | Ukraine            | 3                  |
|  |                    |                    |                    |                    |                        |                        |   |  | Ukraine            | 3                  |

## Classement final
| Rang               | Équipe                 |
| ------------------ | ---------------------- |
| Médaille d'or      | Turquie                |
| Médaille d'argent  | Qatar                  |
| Médaille de bronze | Ukraine                |
| 4                  | Chili                  |
| 5                  | Chine                  |
| 6                  | République dominicaine |
| 7                  | Thaïlande              |
| 8                  | Tunisie                |

- Qualifiée pour la Ligue des nations 2024.